# Stationärrolle

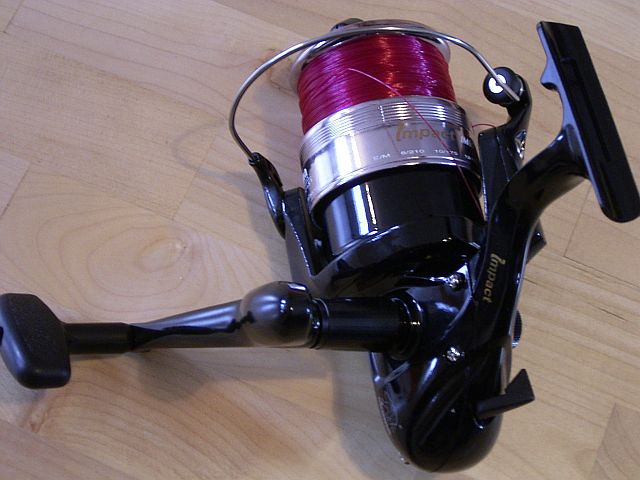
Große Stationärrolle zum Brandungs- oder Raubfischangeln

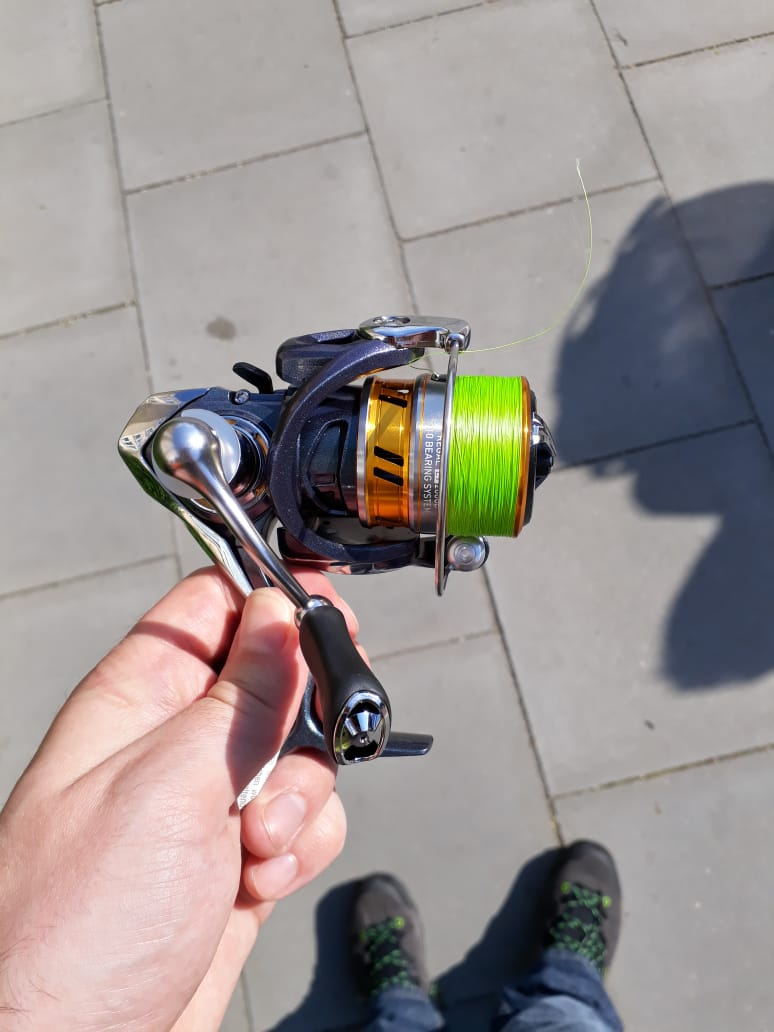
Kleinere Stationärrolle, die mit einer Ultraleicht-Rute verwendet werden kann.

Eine Stationärrolle ist eine Bauform der Angelrolle.
Die Rollenachse der Stationärrolle steht parallel zum Rutenschaft. Sie ist die meistverwendete Rolle beim Angeln. 
Sie wird unter anderem zum Spinnfischen verwendet. Man nennt die Stationärrolle auch Querwinderolle. Sie wickelt die Schnur gleichmäßig auf die Spule, die die Schnur trägt.